# Ptychadena tournieri
Ptychadena tournieri és una espècie de granota que viu a Costa d'Ivori, Gàmbia, Guinea, Guinea Bissau, Libèria, Senegal i Sierra Leona.